# Decapitated
I Decapitated sono un gruppo musicale technical death metal polacco, formatosi a Krosno nel 1996. Acclamato sia a livello di pubblico sia dalla critica, il loro stile li pone come una delle band più tecniche ed estreme del genere.

## Storia

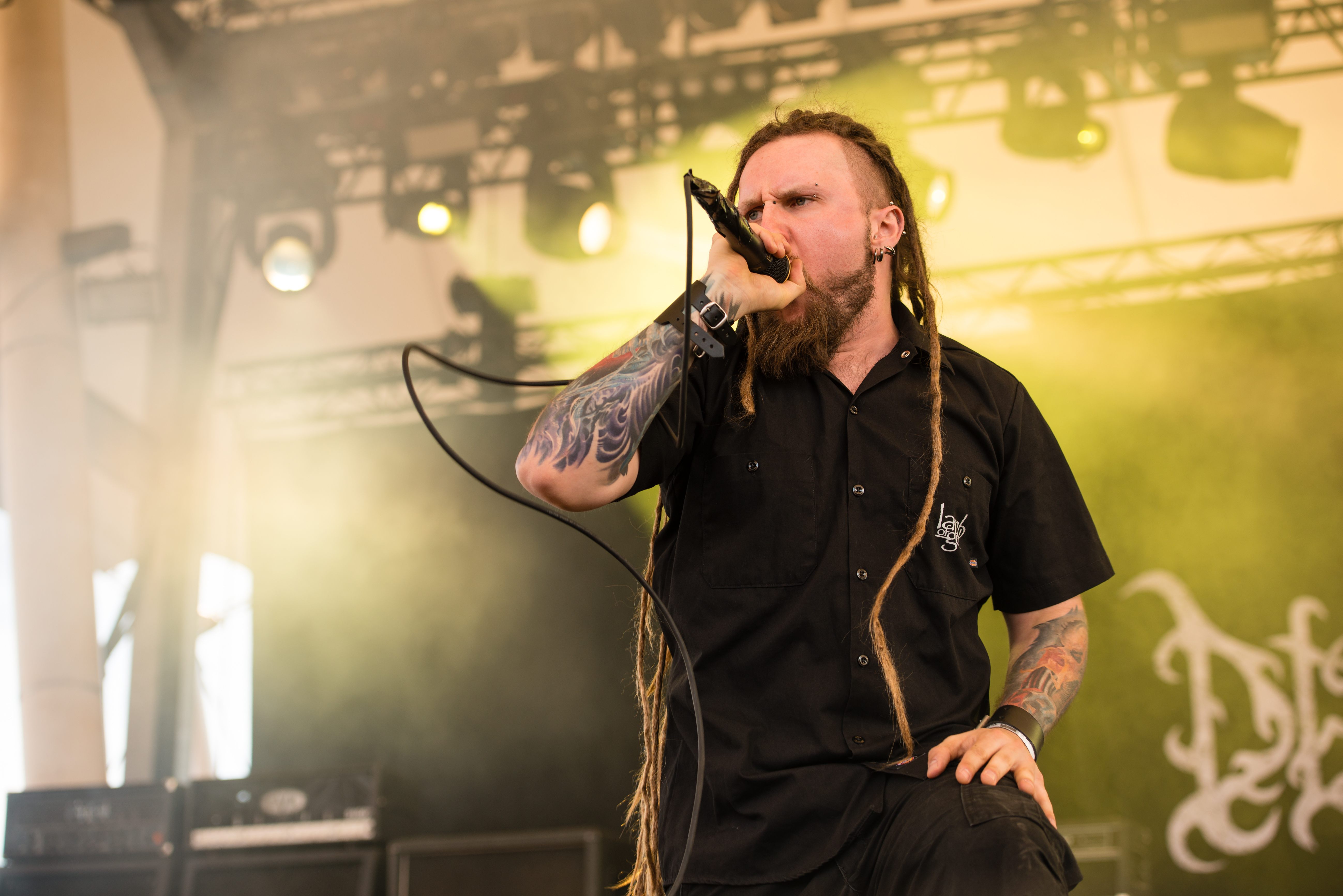
Rafał Piotrowski al Rock Hard Festival 2014

Il gruppo nacque a Krosno, nel sud della Polonia, nel 1996, quando l'età media dei componenti era di soli 14 anni e tutti i componenti frequentavano il conservatorio. Nel 1997 uscì il loro primo demo, Cemeterial Gardens, e tre anni dopo uscì il loro primo album, Winds of Creation. Il successore, Nihility (2002), continua sullo stile brutale e tecnico del primo, come anche il terzo album, uscito nel 2004 e intitolato The Negation. Martin e Vogg suonano in quel periodo anche in un altro gruppo polacco, i Lux Occulta, dediti al black metal.
Dopo la firma di un contratto con la Earache Records, all'inizio del 2006 pubblicano il disco Organic Hallucinosis, che vide un cambio di stile richiamando influenze più vicini all'industrial/death metal tipico di gruppi come Fear Factory e Meshuggah. Nell'estate del 2005 Sauron, il cantante, lasciò la band. Venne rimpiazzato da Covan, già componente degli Atrophia Red Sun.

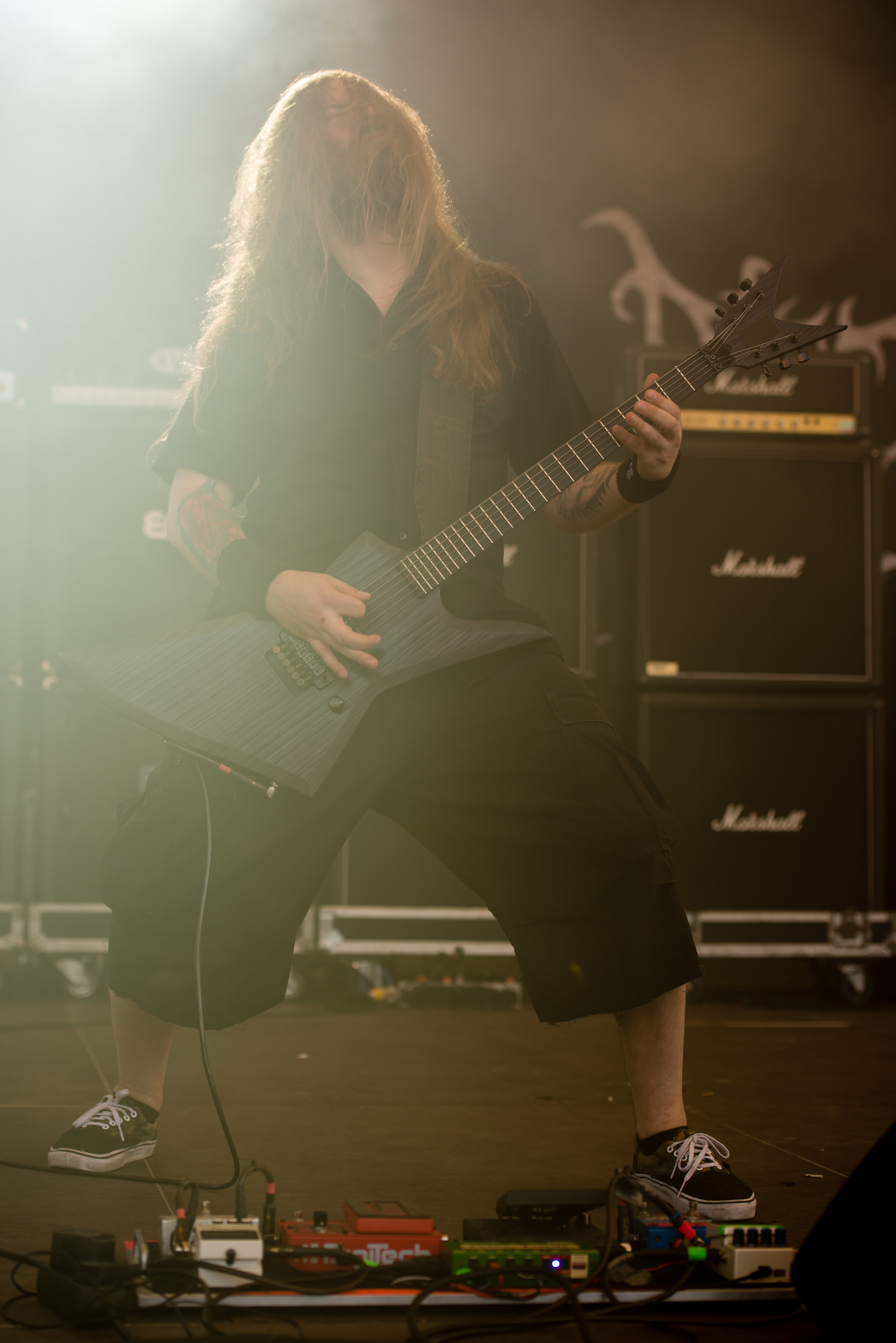
Wacław J. Kiełtyka, fondatore del gruppo

Il 29 ottobre 2007, mentre il gruppo stava viaggiando verso Homel', in Bielorussia, insieme ai Crionics, viene coinvolto in un incidente stradale a Novozybkov in Russia non lontano dal confine con la Bielorussia. Adrian Kowanek e Witold Kiełtyka rimangono gravemente feriti: nei giorni successivi il cantante mostrerà dei progressi, ma il giovane batterista morirà il 2 novembre all'età di 23 anni.
Dopo oltre due anni, il 20 novembre 2009, il chitarrista Waclaw Kieltyka annuncia il ritorno della band con un tour in Regno Unito e una formazione totalmente nuova: Kerim "Krimh" Lechner sostituirà Witold alla batteria, Rafał Piotrowski l'ancora convalescente Adrian Kowanek alla voce e Filip Hałucha come nuovo bassista.

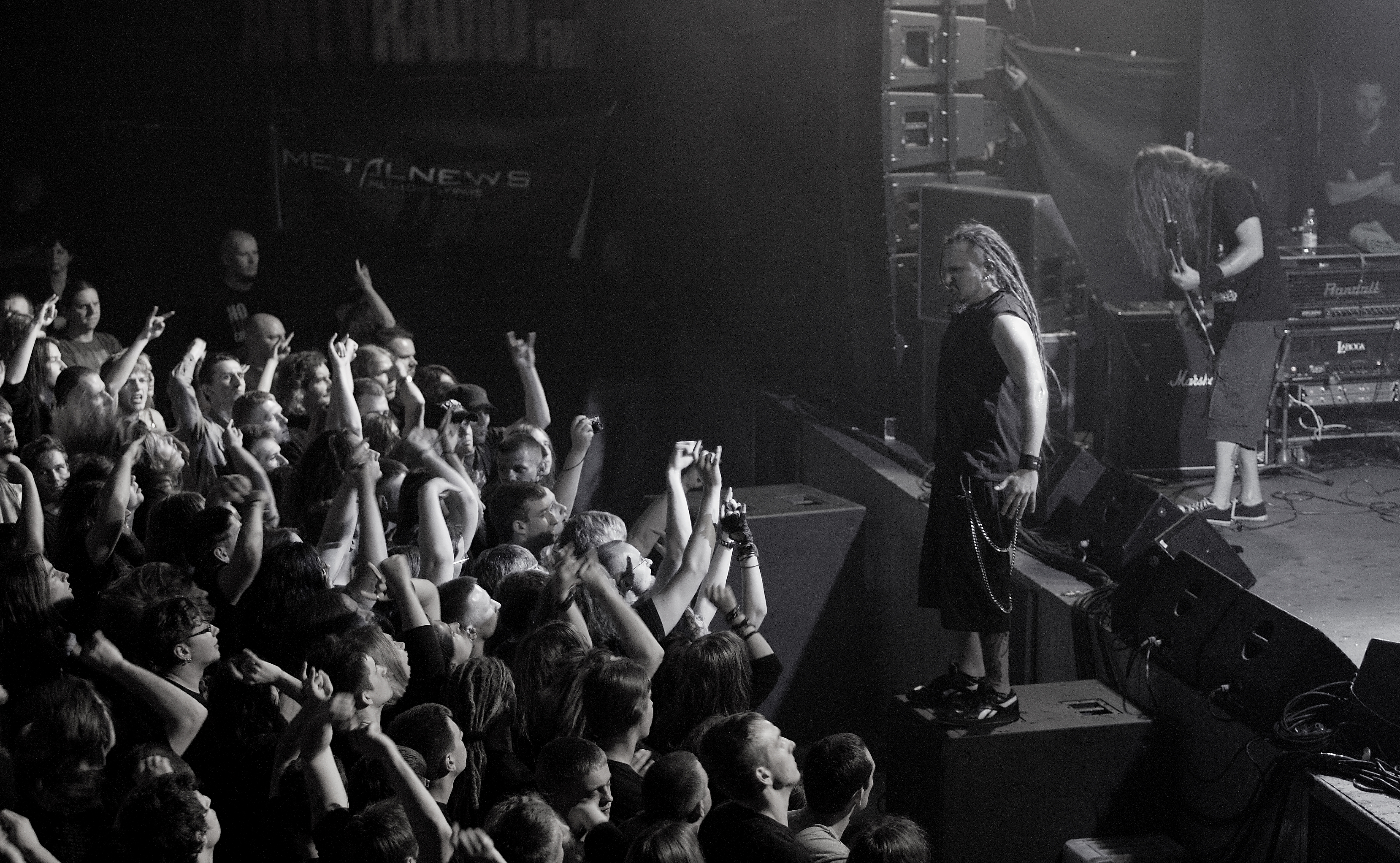
I Decapitated in concerto a Cracovia nel 2012

Con la nuova formazione viene  realizzato l'album Carnival Is Forever, pubblicato nel 2011 dalla Nuclear Blast. Blood Mantra, del 2014, vedrà invece il bassista Paweł Pasek in sostituzione di Hałucha e il batterista Michał Łysejko al posto di Krimh. Pasek lascerà momentaneamente la band nel 2016, venendo sostituito da Hubert Więcek per i successivi 4 anni, con il quale la band registra e pubblica il suo settimo album di inediti Anticult nel 2017.

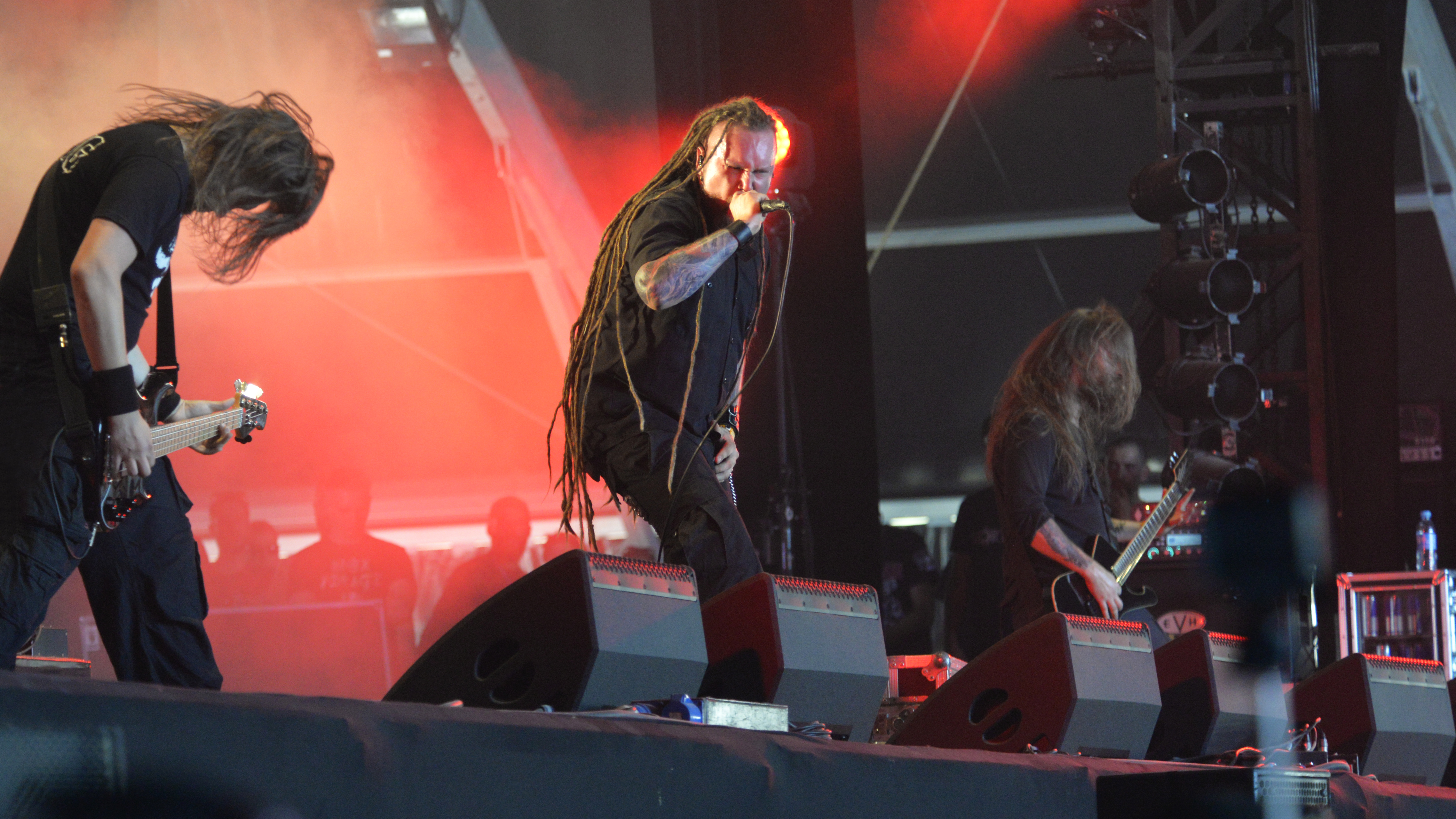
I Decapitated all'Hellfest 2017

Nel settembre del 2017 i quattro membri del gruppo (Michał Łysejko, Wacław "Vogg" Kiełtyka, Rafał Piotrowski e Hubert Więcek) vengono arrestati a Santa Ana, in California, subito dopo un concerto, con l'accusa di violenza sessuale. Negando tutte le accuse, i musicisti si consegnarono spontaneamente alla polizia statunitense. Nel gennaio 2018 cadono tutte le accuse, giudicate false dai procuratori, e tutti i componenti del gruppo vengono assolti.
Dopo l'uscita dalla formazione di Łysejko nel 2018 il gruppo suona con dei batteristi turnisti sino al novembre 2020, quando trovano un valido sostituto in James Stewart. Nello stesso mese i Decapitated annunciano di essere tornati sotto contratto con la Nuclear Blast, etichetta che a causa dei problemi legali aveva deciso di recidere l'accordo che la legava al gruppo. Nel 2021 torna nella formazione il bassista Paweł Pasek, e il gruppo comincia a registrare il suo ottavo album Cancer Culture, che viene pubblicato nel 2022 dalla Nuclear Blast.
L'11 ottobre 2024, con un comunicato simultaneo, il gruppo e il cantante Rafał "Rasta" Piotrowski annunciano la separazione. In sua sostituzione viene annunciata l'entrata di Eemeli Bodde, già cantante dei Mors Subita.

## Formazione

### Formazione attuale
- Eemeli Bodde – voce (2024-presente)
- Wacław "Vogg" Kiełtyka – chitarra (1996-2007, 2009-presente)
- Paweł Pasek – basso (2012-2016, 2021-presente)
- James Stewart – batteria (2021-presente)

### Ex componenti
- Rafał "Rasta" Piotrowski – voce (2009-2024)
- Adrian "Covan" Kowanek – voce (2005-2007)
- Wojciech "Sauron" Wąsowicz – voce (1996-2005)
- Hubert Więcek – basso (2016-2020)
- Filip "Heinrich" Hałucha – basso (2009-2012)
- Marcin "Martin" Rygiel – basso (1997-2005, 2006-2007)
- Michał Łysejko – batteria (2014-2018)
- Kerim "Krimh" Lechner – batteria (2009-2012)
- Witold "Vitek" Kiełtyka – batteria (1996-2007)

### Turnisti
- Sean Martinez – basso (2016)
- Richard Gulczynski – basso (2006)
- Konrad Rossa – basso (2011-2012)
- Ken Bedene – batteria (2020)
- Eugene Ryabchenko – batteria (2019-2020)
- Kevin Foley – batteria (2013)
- Paweł "Pawulon" Jaroszewicz – batteria (2012-2013)
- Jacek Hiro – chitarra (2000-2004)

## Discografia

### Album in studio
- 2000 – Winds of Creation
- 2002 – Nihility
- 2004 – The Negation
- 2006 – Organic Hallucinosis
- 2011 – Carnival Is Forever
- 2014 – Blood Mantra
- 2017 – Anticult
- 2022 – Cancer Culture

### Album dal vivo
- 2006 – Live Nottingham 20 Dec 2004

### Raccolte
- 2007 – Tribute to Vitek

### Split album
- 2000 – Polish Assault (con Yattering, Lost Soul, Damnable)

### Demo
- 1997 – Cemeterial Gardens
- 1998 – The Eye of Horus
- 2000 – The First Damned